# المعلق (قارة)

تعديل مصدري - تعديل

المعلق هي إحدى قرى عزلة قارة بمديرية قارة التابعة لمحافظة حجة، بلغ تعداد سكانها 124 نسمة حسب تعداد اليمن لعام 2004.